# 维克托·沙拉波夫
维克托·瓦西里耶维奇·沙拉波夫（俄语：Виктор Васильевич Шарапов，1931年3月17日—2019年11月5日），苏联及俄罗斯联邦新闻工作者，外交官。克格勃少将。

## 生平
1931年3月17日出生于莫斯科。祖籍圖拉省。1949年进入莫斯科东方学院汉学系。1954年毕业，后来在《红星报》编辑社国际部门任职。1959年首次前往中国，在北京的《苏中友好》杂志社工作。1960年7月，苏联突然照会中国政府，决定撤走全部在华苏联专家。临走前，他和同事们获得了周恩来授予的中苏友谊万岁奖章。
1960年底至1961年，他担任苏联中央电视台第一套节目“最新消息”栏目高级编辑。从1961年开始，他被《真理报》聘为驻外记者，先后在中国和越南工作。1965年出版了《越南，1965年》，1968年出版了《反抗》等书籍。1971年5月，他获得了克格勃主席安德罗波夫的赏识，并成为他的助理秘书兼顾问，负责演讲和报告的撰写工作，被授予克格勃少将军衔。1982年安德罗波夫成为苏共中央总书记后，沙拉波夫升任总书记秘书。1984年安德罗波夫逝世后，他先后担任契尔年科和戈尔巴乔夫的秘书。
1988年至1996年担任保加利亚特命全权大使，是苏联最后一任驻保加利亚大使，也是俄罗斯联邦第一任驻保加利亚大使。
晚年撰写回忆录。2019年11月5日去世。

## 家庭
- 父：瓦西里·阿列克谢维奇·沙拉波夫（1904年-1985年），军人。
- 母：阿库林娜·孔德拉季耶芙娜·沙拉波娃（1904年-1980年），曾在国防人民委员部工作。
- 妻：尤莉亚·亚历山德罗芙娜·沙拉波娃（1930年-），地理教师。
- 儿：亚历山大·维克托罗维奇·沙拉波夫（1956年-2000年），汉学家，因癌症早世。[1]